# NGC 717
NGC 717 (również PGC 7033 lub UGC 1363) – galaktyka spiralna (S0-a), znajdująca się w gwiazdozbiorze Andromedy. Odkrył ją 28 października 1850 roku Bindon Stoney – asystent Williama Parsonsa. Niezależnie odkrył ją Heinrich Louis d’Arrest 12 sierpnia 1863 roku.